# Лиса Робин Кели
Лиса Робин Кели (енгл. Lisa Robin Kelly; 5. март 1970 — 15. август 2013) била је америчка филмска и телевизијска глумица. 
Публици је најпознатија по улози Лори Форман у ТВ серији Веселе седамдесете (1998—2003). Осим тога, Кели се појављивала у још неколико популарних серија као што су Досије икс (1996), Дани наших живота (1996) и Чари (1999).
Од 2010. Кели је у неколико наврата имала проблема са законом. Преминула је 15. августа 2013. од последица вишеструког тровања наркотицима.

## Филмографија
| Улоге Лисе Робин Кели |                                     |               |               |           |
| Година                | Српски назив                        | Изворни назив | Улога         | Напомена  |
| 1992.                 | Брачне воде                         |               | Керол         | ТВ серија |
| 1994.                 | Окрутан 4: Пепео пепелу             |               | Шери          |           |
| 1995.                 | Сестре                              |               | Кристи        | ТВ серија |
| 1995.                 | Марфи Браун                         |               | студенткиња   | ТВ серија |
| 1996.                 | Амитивилски ужас 8: Кућица за лутке |               | Дана          |           |
| 1996.                 | Досије икс                          |               | Тери Робертс  | ТВ серија |
| 1996.                 | Дани наших живота                   |               | Џил Стивенс   | ТВ серија |
| 1997.                 | Брачне воде                         |               | Хедер Талрико | ТВ серија |
| 1998.                 | Полтергајст: Наслеђе                |               | Џанин Кинси   | ТВ серија |
| 1998—2003.            | Веселе седамдесете                  |               | Лори Форман   | ТВ серија |
| 1999.                 | Завера лепотица                     |               | чирлидерсица  |           |
| 1999.                 | Чари                                |               | Дејзи         | ТВ серија |